# Семнан (остан)
35°34′36.84″ пн. ш. 53°23′43.08″ сх. д. / 35.5769000° пн. ш. 53.3953000° сх. д.
Семнан (перс. سمنان — Semnân) — один з 30 останів (провінцій) Ірану. Розташований на півночі країни. Столиця — місто Семнан, інші великі міста — Імамшехр (136 тис.), Гермсар (70 тис.), Дамган (60 тис.), Мехдішехр (22 тис.), Аейван-е Кі (11 тис.), Сорхе (10 тис.). Площа провінції — 96 816 км². Населення у 2005 році становило 589 512 жителів, в основному перси.

## Географія
Провінція простягається вздовж гірського ланцюга Ельбурс. На півдні до неї примикає пустеля Деште-Кевір.
Семнан на півночі межує з Голестаном і Мазендераном, на заході — з Тегераном та Кумом, на півдні — з Ісфаханом і на сході — з Хорасані-Резаві.
Провінцію можна розділити на дві частини: гірську і рівнинну. Гірська частина, поряд з видобутком корисних копалин, надає можливість організації оздоровчих установ та курортів. А в рівнинній частині знаходяться декілька древніх міст, серед яких є й одна зі столиць Парфянського царства.

## Адміністративний поділ
| Карта | Шахрестан | На карті    | Бакхш     | Центр |
| --- | --------- | ----------- | --------- | ----- |
| |           |             |           |       |
| Дамган | D         | Центральний | Дамган    |       |
| Дамган | a         | Амір Абад   | Дамган    |       |
| Гармсар | G         | Центральний | Гармсар   |       |
| Гармсар | a         | Арадан      | Гармсар   |       |
| Гармсар | e         | Ейванакей   | Гармсар   |       |
| Мехдішахр | m         | Центральний | Мехдішахр |       |
| Мехдішахр | '         | Шахмірзад   | Мехдішахр |       |
| Семнан | S         | Центральний | Семнан    |       |
| Семнан | s         | Сорхех      | Семнан    |       |
| Шахруд | Sh        | Центральний | Імамшехр  |       |
| Шахруд | bd        | Біаржманд   | Імамшехр  |       |
| Шахруд | bm        | Мауамі      | Імамшехр  |       |
| Шахруд | m         | Баста       | Імамшехр  |       |
| Сусідні райони: E: Ісфахан, G: Голестан, M: Мазендеран, NKh: Північний Хорасан, Q: Кум, RKh: Хорасан-Резаві, T: Тегеран, Y: Йєзд |           |             |           |       |

## Економіка
Основні галузі економіки — сільське господарство (пшениця, бавовна, яблука, виноград, фісташки), торгівля, текстильна, харчова, аерокосмічна, автомобільна, металургійна промисловість, виробництво будматеріалів, автокомплектуючих і велосипедів, видобуток вугілля, транспорт.
У місті Імамшехр (Шахруд) базується вугільна компанія «Іст Альборз», а також розташовані науково-технологічний парк провінції Семнан, завод двигунів «Іран Ходро», цементний завод «Симане Шахруд», в околицях — найбільший іранський космодром і ракетний полігон. У місті Семнан розташований автомобільний завод «Іран Ходро». У місті Дамган розташований автобусний завод «Хаваран Ходро», завод автокомплектуючих «Іран Ходро». У місті Гермсар розташований завод автокомплектуючих «Іран Ходро».

## Туризм
У місті Семнан розташовані Великий базар і фортечні ворота, в околицях — фортеця Кохан-Дедж. Біля міста Мехдішехр (Сангсар) розташовані печера Дарбанд і курортне село Шехмірзад з древньою фортецею і найбільшими в країні горіховими садами. Біля міста Імамшехр (Шахруд) розташовані руїни древнього поселення і гробниці епохи Сербедаров. У місті Беста розташовані мечеть епохи Сельджукидів і гробниця Байазіда Бісті, в околицях — гробниця Харакані і руїни фортеці Байар.
У місті Дамгана розташовані руїни стародавньої фортеці і комплексу Тарікхане (зороастрійський храм епохи Сасанідів і найстаріша в країні мечеть), гробниця Бенкет-е Аламдар, П'ятнична мечеть і вежа Джафар епохи Сельджукидів, вежі Чехель-Дохтар і Мехмандост, старовинні мінарети. Біля Дамгана розташовані руїни фортеці Таппе-Хессар епохи Мідії, Парфії та Сасанідів, руїни ассасінських гірських фортець Гірдкух і Мірнегар, оаза Чешме-Алі з палацами Каджарів, старовинний караван-сарай Сепахсалар, печера Шірбанд, руїни міста Екатомпілос (столиця Парфії епохи Аршакідов). Біля міста Гермсар розташовані фортеця Стонванд і національний парк пустелі Деште-Кевір. Також в провінції розташований національний парк Туран.